# Helmut Albert
Helmut Albert (* 21. Oktober 1926) ist ein ehemaliger Spieler von FC Schweinfurt 05 und TSV München 1860, welcher in der damals erstklassigen Fußball-Oberliga Süd  von 1954 bis 1960 insgesamt 101 Ligaspiele absolviert und dabei 27 Tore erzielt hat.

## Laufbahn
In Osthessen, bei den Rot-Schwarzen von Borussia Fulda, machte der Offensivspieler Helmut Albert erstmals mit seinen Leistungen über den lokalen Rahmen hinaus auf sich aufmerksam. Er zog mit dem Team aus der Johannisau in den Jahren 1951 bis 1953 in die Spiele um die deutsche Amateurmeisterschaft ein und wurde deshalb auch in die Hessenauswahl berufen. Als er aber mit dem Hessenmeister des Jahres 1954 in der Aufstiegsrunde zum Einzug in die 2. Liga Süd gescheitert war, nahm der Angreifer das Angebot aus der Oberliga Süd an und wechselte zur Runde 1954/55 zum FC Schweinfurt 05. Bei den Nullfünfern debütierte der Mann aus Fulda am 22. August 1954 beim Auswärtsspiel gegen den Karlsruher SC in der Oberliga. Es wurde für Albert und seine Mannschaftskameraden – unter anderem Willi Geyer (Torhüter), Ludwig Merz, Walter Lang, Gotthardt Geyer, Heinz Rath und Erwin Aumeier – zu einem denkwürdigen Tag: Der KSC gewann mit 8:2 Toren und auf Rechtsaußen sammelte Albert unter negativen Umständen die ersten Erfahrungen im süddeutschen Oberhaus. Im Rundenverlauf steigerte sich Schweinfurt danach aber zu einer sehr guten Saisonleistung und belegte nach 30 Verbandsspielen mit 37:23 Punkten den ausgezeichneten dritten Rang; zwei Plätze vor dem KSC (35:25) und punktgleich mit Vizemeister SSV Reutlingen. Beim 3:2-Auswärtserfolg am 27. März 1955 beim 1. FC Nürnberg hatte Albert als Mittelstürmer zwei Tore erzielt und war insgesamt in 19 Rundenspielen mit sechs Toren zum Einsatz gekommen. In seiner zweiten Runde in Schweinfurt steigerte der Stürmer seine persönliche Bilanz auf 27 Ligaeinsätze, in denen er elf Tore erzielte. Überraschend schloss er sich zur Saison 1956/57 dem Absteiger München 1860 in der 2. Liga Süd an.
Unter Trainer Max Schäfer gewannen die „Löwen“ mit 103:47 Toren und 50:16 Punkten die Meisterschaft und schafften damit die sofortige Oberligarückkehr. An der Seite von Torjäger Ferdinand Börstler (25 Tore) hatte Albert in 21 Ligaeinsätzen sieben Tore dazu beigesteuert. Gemeinsam mit Mitspielern wie Hans Auernhammer, Kurt Mondschein, Fritz Sommer, Alfons Stemmer und Ludwig Zausinger waren die Sechziger der Konkurrenz aus Ulm, Pforzheim, Cham, Neu-Isenburg, Waldhof, Singen und Kassel deutlich überlegen, lediglich Vizemeister und Mitoberligarückkehrer Reutlingen war ein ebenbürtiger Gegner gewesen. In der Runde 1957/58 belegte 1860 unter dem neuen Trainer Hans Hipp den sechsten Rang und Albert hatte in 27 Einsätzen sechs Tore erzielt. In der Runde 1958/59 wiederholten die „Blauen“ diese Platzierung und Albert hatte mit 23 Ligaeinsätzen und vier Toren wiederum zur Stammbesetzung gezählt. In seinem vierten Jahr bei München 1860, 1959/60, kam er lediglich noch zu fünf weiteren Oberligaeinsätzen. Die Konkurrenz durch Alfred Heiß und Hans Auernhammer war auf den Flügeln genau wie in der Sturmmitte durch Rudolf Kölbl zu stark gewesen.
Nach insgesamt 101 Oberligaeinsätzen mit 27 Toren endete im Sommer 1960 die höherklassige Laufbahn von Helmut Albert.